# Markos Geneti
Markos Geneti (30 maggio 1984) è un ex mezzofondista e maratoneta etiope.

## Palmarès

### Mondiali indoor
- 1 medaglia:
  - 1 bronzo (Budapest 2004 nei 3000 m piani)

### Giochi afro-asiatici
- 1 medaglia:
  - 1 argento (Hyderabad 2003 nei 5000 m piani)

### Mondiali under 20
- 1 medaglia:
  - 1 argento (Kingston 2002 nei 5000 m piani)

### Mondiali under 18
- 1 medaglia:
  - 1 oro (Debrecen 2001 nei 3000 m piani)

## Campionati nazionali
2004
- Bronzo ai campionati etiopi, 5000 m piani - 13'58"75

2005
- Bronzo ai campionati etiopi, 5000 m piani - 13'49"71

2006
- Oro ai campionati etiopi, 5000 m piani - 13'46"73

2007
- 7º ai campionati etiopi di corsa campestre - 35'54"

## Altre competizioni internazionali
2001
- 10º alla Great Ethiopian Run ( Addis Abeba) - 31'56"

2002
- 13º alla Great Ethiopian Run ( Addis Abeba) - 31'30"

2003
- 7º alla Carlsbad 5000 ( Carlsbad), 5 km - 13'32"

2004
- 6º alla World Athletics Final ( Monaco), 3000 m piani - 7'42"24

2005
- 9º alla World Athletics Final ( Monaco), 3000 m piani - 7'41"76

2007
- 11º alla World Athletics Final ( Stoccarda), 5000 m piani - 13'50"98

2010
- 16º alla Mezza maratona di Delhi ( Nuova Delhi) - 1h03'06"
- 4º alla Carlsbad 5000 ( Carlsbad), 5 km - 13'34"

2011
- Oro alla Maratona di Los Angeles ( Los Angeles) - 2h06'35"
- 10º alla Mezza maratona di Philadelphia ( Filadelfia) - 1h02'02"
- 26º alla Peachtree Road Race ( Atlanta) - 29'38"

2012
- Bronzo alla Maratona di Dubai ( Dubai) - 2h04'54"
- Argento alla Maratona di Honolulu ( Honolulu) - 2h13'08"

2013
- 6º alla Maratona di Boston ( Boston) - 2h12'44"

2014
- 5º alla Maratona di Boston ( Boston) - 2h09'50"
- Argento alla Maratona di Dubai ( Dubai) - 2h05'13"
- Oro alla Maratona di Hengshui ( Hengshui) - 2h07'38"

2015
- 6º alla Maratona di Tokyo ( Tokyo) - 2h07'25"
- Bronzo alla Maratona di Varsavia ( Varsavia) - 2h08'11"

2016
- 5º alla Maratona di Jilin ( Changchun) - 2h20'21"

2017
- Argento alla Maratona di Canton ( Canton) - 2h10'06"
- 11º alla Mezza maratona di Boston ( Boston) - 1h07'38"